# Paramecolabus discolor
Paramecolabus discolor es una especie de coleóptero de la familia Attelabidae.

## Distribución geográfica
Habita en la India y Tailandia.